# Hemiarrhena
Hemiarrhena é um género monotípico de plantas com flores pertencentes à família Linderniaceae. A única espécie é Hemiarrhena plantaginea.
A sua área de distribuição nativa é o norte da Austrália.